# 瓜迪亚托河
瓜迪亚托河（西班牙語：Río Guadiato）是西班牙南部瓜达尔基维尔河在科尔多瓦省的一条支流。它发源自丰特奥韦胡纳的卡拉韦鲁埃拉山脊，流经瓜迪亚托谷地县的大部分土地，最终在阿尔莫多瓦-德尔里奥西部汇入瓜达尔基维尔河。